# Elaphria nephrosticta
Elaphria nephrosticta là một loài bướm đêm trong họ Noctuidae.